# Ван Гуйсинь, Иоанн
Иоанн Ван Гуйсинь (кит. 王奎新 若望, 1875, Хэбэй — 14 июля 1900, Хэбэй) — святой Римско-католической церкви, мученик.

## Биография
На рубеже XIX—XX веков в Китае вспыхнуло Ихэтуаньское восстание, во время которого пострадало много христиан. 13 июля 1900 года Иоанн Ван Гуйсинь, возвращаясь домой вместе со своим кузеном Иосифом Ван Гуйцзюй, укрылся от проливного дождя в одном из домов сельского жителя, где находились повстанцы. Во время разговора повстанцы узнали в них христиан. Иосиф Ван Гуйцзю был сразу же убит. Иоанн Ван Гуйсинь пытался бежать, был схвачен и отправлен к префекту провинции, который призвал Иоанна Ван Гуйсинь отречься от христианства. Иоанн Ван Гуйсинь отказался от предложения и был отдан на растерзание повстанцам.

## Прославление
Иоанн Ван Гуйсинь был беатифицирован 17 апреля 1955 года римским папой Пием XII и канонизирован 1 октября 2000 года римским папой Иоанном Павлом II вместе с группой 120 китайских мучеников.
День памяти в Католической церкви — 9 июля.

## Источник
- George G. Christian OP, Augustine Zhao Rong and Companions, Martyrs of China, 2005, стр. 76 (англ.)